# Project Gotham Racing 3
Project Gotham Racing 3 (сокр. PGR3) — гоночная игра, выпущенная в 2005 году эксклюзивно для консоли Xbox 360. Разработчиком является Bizarre Creations, а издателем выступила Xbox Game Studios. Игра получила премию VGX в номинации «Лучшая графика». Official Xbox Magazine назвал игру «Игрой года» для Xbox 360 (2005), а также «Лучшим видом от первого лица (не шутером) года» из-за реалистичного вида из салона автомобиля. Игру восприняли хорошо как и критики, так и игроки, средняя оценка игры на Metacritic составляет 88 из 100. Также игра была в стартовой линейке для Xbox 360, как и Need For Speed: Most Wanted, и другие.

## Геймплей
Project Gotham Racing 3 представляет собой компьютерные гонки, в которых можно прокатиться в 4 местах: Лас Вегас, Лондон, Нью-Йорк, Токио, и Нюрбургринг.
В Project Gotham Racing 3 количество полигонов в 3D модели транспорта значительно увеличивается до 80000–100000. Большое количество полигонов становится возможным, из-за перехода с Xbox на Xbox 360. Теперь у авто более округлые, приятные и красивые формы. В игре всего 80 авто, а 71 уже доступны в начале игры. Оставшиеся 9 авто это уникальные, концепты и прототипы, которые можно будет разблокировать по мере игры. 
Качество звука тоже заметно увеличилось, из за перехода на Xbox 360. Разработчики наняли  звуковых дизайнеров для игры, чтобы записать звуки. 
В игре теперь есть не только обычные гражданские автомобили, но и спорткары (Которые могут развивать скорость в 170 миль в час/273 километра в час). Одним из начальных автомобилей в игре является Acura NSX. Присутствует система классов, от E до A, класс E это менее мощные авто, в отличие от класса A, в котором есть мощные и быстрые автомобили.
Как и в прошлых 2-х играх, система Kudos (очков уважения, славы) присутствует. Эти очки даются игроку, когда тот выполняет красивые и опасные трюки, такие как дрифт (занос в повороте), драфт, и езда на 2 колёсах, а при одновременном выполнении нескольких трюков появляется комбо. Эти бонусы обнуляются при столкновении. 

### Мультиплеер
В игре можно играть как и по Split Screen (разделённый экран), так и по игре онлайн, с 8 игроками (включая самого игрока), по подписке Xbox Live Gold. В онлайн режиме есть и обычная гонка, так и онлайн карьера (соревновательная), а также присутствует табло лидеров, работающее в обеих режимах: онлайн и оффлайн.

## Критика
| Сводный рейтинг | Сводный рейтинг |
| Агрегатор       | Оценка          |
| --------------- | --------------- |
| GameRankings    | 88,59 %         |

Согласно агрегатору обзоров видеоигр Metacritic, Project Gotham Racing 3 получила в основном положительные отзывы. USA Today присвоила игре девять с половиной звезд из десяти и заявила, что она «вызывает множество удивления и «охов-ахов» с такой графикой и таким звуком. И, к счастью, игра по-прежнему очень хороша. Хороший онлайн режим и множество транспорта, эта игра обязательна для покупки на Xbox 360 ». «Сидней Морнинг Геральд» дал игре четыре звезды из пяти и сказал, что «несмотря на хороший опыт который даёт Project Gotham Racing, острые ощущения на большой скорости и отличная графика, трудно не думать, что мы уже видели это раньше».  Project Gotham Racing 3 получила платиновую награду Ассоциации издателей программного обеспечения для развлечений и отдыха (ELSPA), что означает, что в Великобритании было продано не меньше 300 тысяч копий.
По оценкам Ukie игра получила «платиновый» статус продажи в Великобритании.

## Дополнения
В 2006 году было выпущено несколько дополнений: дополнение "Cadillac V-Серии" (Cadillac V-Series) было доступно для бесплатной загрузки в мае. В апреле был выпущен "Скоростной набор" (Speed Pack) с доступом к турнирам, новым функциям, некоторым исправлениям и новыми ощущениями и автомобилями. Также был выпущен "Стильный набор" (Style Pack), доступный в июле, с большим количеством авто и функций.